# Rudnica (Raška)
Rudnica (Servisch cyrillisch Рудница) is een plaats in de Servische gemeente Raška. De plaats telt 300 inwoners (2002).